# Diocesi di Garzón
La diocesi di Garzón (in latino Dioecesis Garzonensis) è una sede della Chiesa cattolica in Colombia suffraganea dell'arcidiocesi di Ibagué. Nel 2023 contava 489.998 battezzati su 558.729 abitanti. È retta dal vescovo Jaime Alberto Cabrera Arcos.

## Territorio
La diocesi comprende 22 comuni nella parte meridionale del dipartimento colombiano di Huila: Altamira, El Agrado, El Pital, Garzón, Gigante, Guadalupe, Tarqui, Suaza, La Argentina, La Plata, Nátaga, Paicol, Tesalia, Acevedo, Elías, Isnos, Oporapa, Palestina, Pitalito, Saladoblanco, San Agustín e Timaná.
Sede vescovile è la città di Garzón, dove si trova la cattedrale dell'Immacolata Concezione della Vergine Maria.
Il territorio si estende su una superficie di 9.667 km² ed è suddiviso in 64 parrocchie, raggruppate in 6 vicariati: San Pedro, San Pablo, San Andrés, San Agustín, San Mateo, San Juan.

## Storia
La diocesi di Garzón fu eretta il 20 maggio 1900 con il decreto Quum legitimae della Congregazione Concistoriale, ricavandone il territorio dalla diocesi di Tolima, che fu contestualmente soppressa. Originariamente era suffraganea dell'arcidiocesi di Popayán.
Il 25 febbraio 1964, in forza della bolla De Ecclesiarum prosperitate di papa Paolo VI, la chiesa dell'Immacolata Concezione di Neiva fu elevata al rango di concattedrale della diocesi, che contestualmente assunse il nome di diocesi di Garzón-Neiva.
Il 24 luglio 1972, in forza della bolla Ad aptius tutiusque dello stesso Paolo VI, la diocesi cedette una porzione di territorio a vantaggio dell'erezione della diocesi di Neiva e contestualmente la diocesi ha assunto il nome attuale.
Il 14 dicembre 1974 è entrata a far parte della provincia ecclesiastica di Ibagué.

## Cronotassi dei vescovi
Si omettono i periodi di sede vacante non superiori ai 2 anni o non storicamente accertati.
- Esteban Rojas Tovar † (20 maggio 1900 - 21 luglio 1922 dimesso[1])
- José Ignacio López Umaña † (10 aprile 1924 - 15 marzo 1942 nominato arcivescovo coadiutore di Cartagena)
- Gerardo Martínez Madrigal † (23 giugno 1942 - 29 febbraio 1964 dimesso[2])
- José de Jesús Pimiento Rodríguez † (29 febbraio 1964 - 22 maggio 1975 nominato arcivescovo di Manizales)
- Octavio Betancourt Arango † (10 novembre 1975 - 26 aprile 1977 dimesso)
- Ramón Mantilla Duarte, C.SS.R. † (26 aprile 1977 - 25 ottobre 1985 nominato vescovo di Ipiales)
- Libardo Ramírez Gómez (18 ottobre 1986 - 15 marzo 2003 dimesso)
- Rigoberto Corredor Bermúdez (19 dicembre 2003 - 15 luglio 2011 nominato vescovo di Pereira)
- Fabio Duque Jaramillo, O.F.M. † (11 giugno 2012 - 9 febbraio 2022 deceduto)
  - Sede vacante (2022-2025)[3]
- Jaime Alberto Cabrera Arcos, dal 28 gennaio 2025

## Statistiche
La diocesi nel 2023 su una popolazione di 558.729 persone contava 489.998 battezzati, corrispondenti all'87,7% del totale.
| anno | popolazione | popolazione | popolazione | presbiteri | presbiteri | presbiteri | presbiteri                | diaconi | religiosi | religiosi | parrocchie |
| anno | battezzati  | totale      | %           | numero     | secolari   | regolari   | battezzati per presbitero | diaconi | uomini    | donne     | parrocchie |
| ---- | ----------- | ----------- | ----------- | ---------- | ---------- | ---------- | ------------------------- | ------- | --------- | --------- | ---------- |
| 1950 | 239.800     | 240.000     | 99,9        | 84         | 67         | 17         | 2.854                     |         | 27        | 137       | 50         |
| 1966 | 379.420     | 380.000     | 99,8        | 90         | 70         | 20         | 4.215                     |         | 28        | 218       | 50         |
| 1970 | 462.500     | 474.320     | 97,5        | 68         | 68         |            | 6.801                     |         |           |           | 52         |
| 1976 | 231.900     | 232.042     | 99,9        | 49         | 39         | 10         | 4.732                     |         | 10        | 116       | 27         |
| 1980 | 285.750     | 285.880     | 100,0       | 53         | 36         | 17         | 5.391                     |         | 20        | 117       | 27         |
| 1990 | 412.000     | 421.000     | 97,9        | 62         | 50         | 12         | 6.645                     |         | 14        | 118       | 34         |
| 1999 | 514.000     | 530.000     | 97,0        | 70         | 55         | 15         | 7.342                     |         | 30        | 155       | 41         |
| 2000 | 447.000     | 461.000     | 97,0        | 80         | 65         | 15         | 5.587                     |         | 31        | 155       | 44         |
| 2001 | 447.000     | 461.000     | 97,0        | 90         | 75         | 15         | 4.966                     |         | 36        | 155       | 48         |
| 2002 | 447.000     | 461.000     | 97,0        | 81         | 66         | 15         | 5.518                     |         | 36        | 155       | 49         |
| 2003 | 475.000     | 490.000     | 96,9        | 100        | 85         | 15         | 4.750                     |         | 34        | 155       | 51         |
| 2004 | 475.000     | 490.000     | 96,9        | 91         | 81         | 10         | 5.219                     |         | 30        | 155       | 51         |
| 2006 | 488.000     | 508.000     | 96,1        | 116        | 106        | 10         | 4.206                     |         | 29        | 155       | 51         |
| 2013 | 528.000     | 548.000     | 96,4        | 109        | 102        | 7          | 4.844                     |         | 29        | 124       | 62         |
| 2016 | 546.129     | 566.356     | 96,4        | 112        | 105        | 7          | 4.876                     |         | 21        | 89        | 62         |
| 2019 | 479.885     | 536.407     | 89,5        | 112        | 112        |            | 4.284                     |         | 19        | 114       | 62         |
| 2021 | 488.365     | 537.693     | 90,8        | 145        | 137        | 8          | 3.368                     |         | 26        | 120       | 64         |
| 2023 | 489.998     | 558.729     | 87,7        | 135        | 125        | 10         | 3.629                     |         | 21        | 103       | 64         |